# Sypniewo (gmina)
Sypniewo – gmina wiejska w województwie mazowieckim, w powiecie makowskim. W latach 1975–1998 gmina położona była w województwie ostrołęckim.
Siedziba gminy to Sypniewo.
Według danych z 30 czerwca 2004 gminę zamieszkiwało 3541 osób.

## Struktura powierzchni
Według danych z roku 2002 gmina Sypniewo ma obszar 128,58 km², w tym:
- użytki rolne: 73%
- użytki leśne: 22%

Gmina stanowi 12,08% powierzchni powiatu.

## Demografia

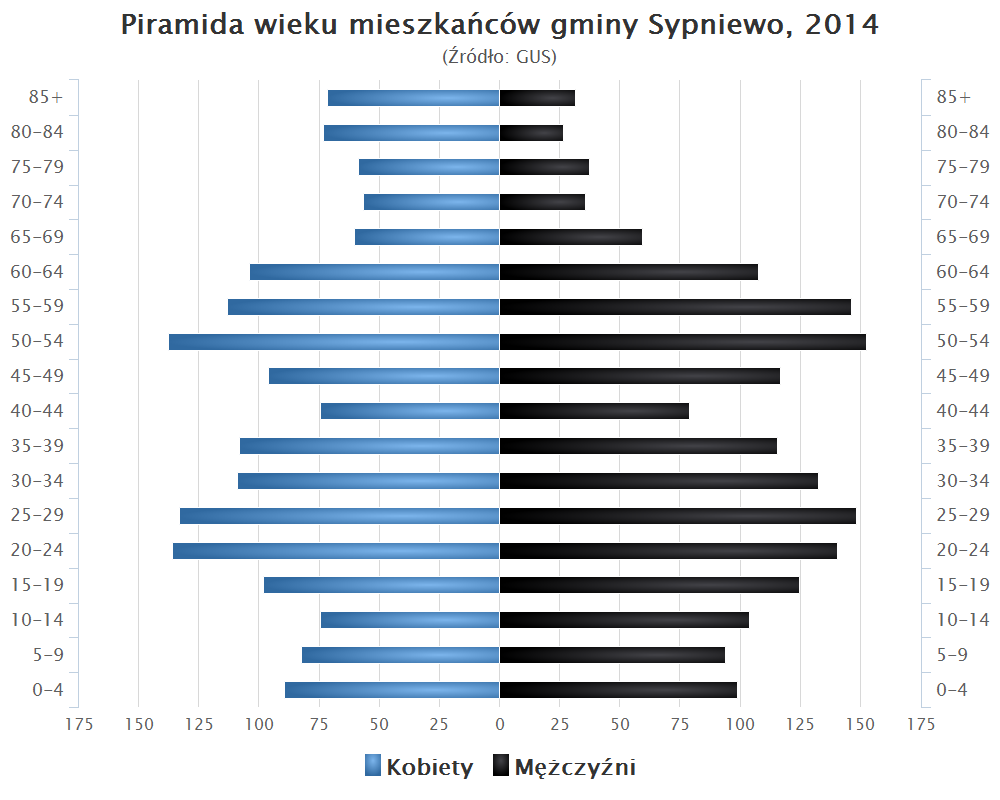
Piramida wieku mieszkańców gminy Sypniewo w 2014 roku

Dane z 30 czerwca 2004:
| Opis                              | Ogółem | Ogółem | Kobiety | Kobiety | Mężczyźni | Mężczyźni |
| --------------------------------- | ------ | ------ | ------- | ------- | --------- | --------- |
| jednostka                         | osób   | %      | osób    | %       | osób      | %         |
| populacja                         | 3541   | 100    | 1727    | 48,8    | 1814      | 51,2      |
| gęstość zaludnienia (mieszk./km²) | 27,5   | 27,5   | 13,4    | 13,4    | 14,1      | 14,1      |

## Sołectwa
Batogowo, Biedrzyce-Koziegłowy, Biedrzyce-Stara Wieś, Boruty, Chełchy, Chojnowo, Dylewo, Gąsewo Poduchowne, Glącka, Glinki-Rafały, Jarzyły, Majki-Tykiewki, Mamino, Nowe Gąsewo, Nowy Szczeglin, Olki, Poświętne, Rawy, Rzechowo-Gać, Rzechowo Wielkie, Rzechówek, Sławkowo, Stare Glinki, Strzemieczne-Sędki, Sypniewo (Sypniewo i Nowe Sypniewo), Szczeglin Poduchowny, Zalesie, Zamość, Ziemaki.
Miejscowości podstawowe bez statusu sołectwa: Gutowo.

## Sąsiednie gminy
Czerwonka, Krasnosielc, Młynarze, Olszewo-Borki, Płoniawy-Bramura